# Родно осетљив језик
Родно осетљив језик (РОЈ) је језик у чијој се писаној и усменој употреби афирмише принцип родне равноправности у друштву и ставља акценат на препознавање и афирмацију родних разлика у језику.
Између језичке праксе у једној конкретној говорној заједници и ставова према значају и улози жена и мушкараца постоји суштинска веза. Употреба родно осетљивог језика има значајну улогу у афирмацији равноправности женско-мушких друштвених односа у приватним, професионалним, политичким и административним сферама.

## Језичке и родне идеологије
Ниједна језичка употреба није идеолошки неутрална. Језик је битно средство у формирању културних образаца, као и у успостављању и одржавању међуљудских односа и преношењу ставова, вредности и идеологија. Због тога, све оно што је вредновано као пожељно у језику може се довести у везу са природом друштвених односа, позицијом појединца у друштву, као и са ставовима о томе који су прихватљиви, а који неприхватљиви облици друштвеног понашања.
У савременом друштву не постоји друштвена теорија у коју није укључено питање рода и сагледавање друштвених промена из мушког и женског угла. Једна од области у којој се најјасније огледа однос језичких пракси и друштвених хијерархија јесте примена родно осетљивог језика за именовање професија жена у занимањима у којима су се афирмисале у последњих неколико деценија. Полазећи од чињенице да се употребом језика може утицати на промене у друштву, родно осетљива језичка политика има за циљ да језиком утиче на замену патријархалних образаца родно осетљивим друштвеним обрасцима. Имајући у виду да је језик одраз друштвеног, културног и родног идентитета, употреба родно осетљивог језика представља снажно средство у борби против родне дискриминације и родних предрасуда.
Заступници традиционалне лингвистике и језичке идеологије истичу да није неопходно уводити женске морфолошке облике за занимања у којима су се недавно појавиле жене, са аргументацијом да се облици именица у мушком роду сматрају и разумеју као свеобухватни и родно неутрални носиоци семантичког значења. Поред овог аргумента, заговорници оваквог схватања позивају се на процес језичке економије услед ког долази до одбацивања паралелне употребе оба рода, која чини употребу родно осетљивог језика напорном. Они такође истичу да употребом женског и мушког рода, тамо где за информацију није битно истаћи родну разлику, долази до слабљења семантичког значења неутралног рода, који у нашем језику постоји и изједначен је са мушким родом.
Међутим, заговорници родно осетљиве језичке политике противе се оваквој језичкој идеологији истичући да асиметрична употреба граматичког рода носи јасну идеолошку асоцијацију: мушки род – немаркиран, неутралан, генерички / женски род: маркиран, ограничен; мушкарац – субјекат, активан / жена – објекат, пасивна, услед чега долази до мање видљивости жена у јавном и професионалном дискурсу.

## Циљеви родно осетљиве језичке политике
Језичка политика која се односи на родну перспективу у језику има за циљ подстицање друштвених промена које воде ка успостављању родне равноправности и једнакости жена и мушкараца у приступу друштвеној моћи. Ако језик одражава моћ у друштву, онда је јасно залагање за употребу родно осетљивог језика. На овај начин утиче се на патријархални модел размишљања у друштву.
Родно осетљива језичка политика и планирање треба да садрже четири кључна аспекта:
1. анализу нормираних језичких форми и постојеће комуникативне праксе;
2. планирање које се усмерава на образложење потребе за променом и предлоге за саму језичку и друштвену промену;
3. имплементацију промена кроз јасно дефинисане методе и технике деловања на различитим друштвеним и језичким нивоима;
4. процес евалуације који је неопходан да би се утврдило да ли су и у којој мери језичке и комуникативне промене прихваћене и да ли се на жељени начин употребљавају у комуникацији међу члановима дате говорне заједнице.

## Упутства за употребу родно осетљивог језика
Лингвист Свенка Савић урадила је значајне анализе које се тичу рода и језика. Она је у свом раду посебно истицала антидискриминациони принцип који је загарантован Декларацијом о људским правима из 1948. године, и према којем, између осталог, нико не може бити дискириминисан помоћу језика. Свенка Савић формулисала је 12 упутстава за употребу родно осетљивог језика:
- Следити основно правило за грађење реченице у српском језику: субјекат и предикат се морају слагати у роду, броју и лицу.
- Употребљавати доследно форму женског рода за занимања и титуле жена свуда где је то могуће.
- Одабрати из постојећег инвентара ону језичку форму која најбоље одговара вашој интуицији за језик: за називе занимања и титула које могу имати више суфикса.
- Одвикавати се од употребе неких устаљених израза којима се вређају неке групе грађана.
- Користити паралелне форме уколико се препорука односи на мушкарце и на жене.
- Користити креативно разне форме родно осетљивог језика приликом обликовања текста.
- Писати титуле и занимања жена у пуном облику, а избегавати писање скраћеница.
- Наводити пуну идентификацију за сваку особу, посебно уколико саопштавате о (брачном) пару.
- Применити правила родно осетљивог језика при превођењу с неког страног језика на српски језик.
- Предложена упутства ваља применити у разним текстовима (упитници, анкете, формулари, конкурси, огласи...).
- Избегавати употребу етикете за ословљавање или идентификовање женске особе према брачном статусу.
- Избегавати примере (нарочито у уџбеничкој литератури) у којима су мушкарац и жена у стереотипним улогама.

Поред наведених упутстава значајно је истаћи и препоруку Омбудсмана Републике Србије за некоришћење појма „госпођица”, јер овај појам имплицира да је информација о брачном статусу жене неопходна у службеној комуникацији, што уопште није тачно.
У родно осетљивој језичкој политици истиче се да генеричком употребом мушког граматичког рода са претпоставком да је оваква употреба родно неутрална долази до нарушавања родне равноправности, уколико нема пропратних објашњења за наведену употребу језика.

## Почеци лингвистичких истраживања језика и рода
Студије рода и језика бивају препознате и признате као релевантне академске дисциплине у западним друштвима од средине 70-их година 20. века. И раније је постојало одређено интересовање за питање језика и рода, па је тако, на пример, још у 18. веку енглески писац Џонатан Свифт поделио гласове енглеског језика на тврде консонанте, типичне за мушкарце, и меке вокале, типичне за жене. Дански лингвиста Ото Јесперсен у својој књизи из 1922. године једно поглавље посветио је анализи „недостатака“ женског говора, а социолингвистичке студије Вилијема Лабова и Питера Традгила користе пол као једну од варијабли у својим истраживањима. Од тада па до данас однос језика и рода постаје предмет системске, научне анализе тек са експанзијом другог таласа феминизма, када је постало јасно да постоји веза између језика и идеологије.
Зачетак феминистичких истраживања језика налази се у класичном делу америчког лингвисте Робин Лејкоф Језик и место жене из 1975. године. Њена основна теза је да жене говоре другачије од мушкараца и да је тај другачији језик истовремено и узрок и последица подређене улоге жене у друштву. Лејкоф је прва указала на језик као репресивно средство патријархалне идеологије – он се намеће жени путем друштвених норми, а заузврат је држи на друштвеној маргини.
Током следећих деценија ова истраживања искристалисала су два супротстављена приступа проблему односа тзв. мушког и женског језика. Један инсистира на разликама између ова два језика као последицама различите социјализације два пола, док други истиче значај доминантности мушкараца над женама као основном узроку постојања разлика у говору између полова.
Међутим, већ почетком 80-их дисциплина је била довољно развијена да би се приступило преиспитивању њених дотадашњих резултата и кренуло у потрагу за новим приступима проблему односа језика и рода, при чему је превасходно доведена у питање „природност“ дихотомије пол-род.

## Употреба родно осетљивог језика у Србији
Управа за родну равноправност, у складу са Националном стратегијом за побољшање положаја жена и унапређивање родне равноправности, акционим планом за њену имплементацију и међународним препорукама (ОУН, Савет Европе) покренула је питање употребе родно осетљивог језика у јавном говору и јавном животу Србије. Мотив за покретање овог питања Управа за родну равноправност пронашла је у чињеници да је језик, између осталог, показатељ моћи и контроле у друштву, а може бити и средство дискриминације.
У оквиру политике родне равноправности и једнаких могућности, Управа је истакла значај употребе родно осетљивог говора, као и неприхватљивост употребе облика именица у граматичком мушком роду за улоге, занимања функције и звања које обављају и жене и мушкарци, стога се у овим случајевима упућује на употребу именица женског рода, где год постоји могућност за то, и уз поштовање правила српског језика. Родно осетљива језичка политика коју заступа Управа за родну равноправност истиче, дакле, неопходност употребе именица женског рода за улоге, занимања, звања и титуле чији су носиоци и мушкарци и жене, па је у том случају пожељно употребљавати женски nomina agentis: професорка, министарка, програмерка, и сл.
У Србији не постоји кодекс употребе родно осетљивог језика, али постоје различити кодекси који у себи садрже одредбе о родно осетљивом изражавању, као што су:
- Кодекс новинара Србије (из 2008. године)
- Етички кодекс електронских медија (из 2002. године)
- Асоцијација независних електронских медија АНЕМ
- Кодекс родно осетљивог медијског изражавања (НВО Пешчаник, из 2005/2006. године)
- Водич за родно осетљив приступ у медијима (Управа за родну равноправност, 2012. година) који је веома значајан јер на свеобухватан начин разматра питање равноправности мушкараца и жена у медијима
- Упутство за стандардизован недискриминативни говор и понашање (Омбудсман Републике Србије)

Постоји неколико начина за имплементацију родно осетљиве језичке политике на нивоу говорне заједнице, а то су: закон о високом образовању, језичка политика и језичка хармонизација. У административној, посебно законодавној пракси, стандардизација родно осетљиве употребе језика тек је на почетку, иако је јасно да се законодавац и законодавкиња мора обраћати свим групама грађана. С друге стране, уџбеничка литература се већ мења у правцу родно осетљивог језика.

## Истраживања и студије о родно осетљивом језику у Србији
У Србији постоји већи број истраживања, студија и социолингвистичких текстова који се баве родно осетљивим језиком. Међу најзначајнијим ауторима свакако су:
- Др Јелена Филиповић која се бавила критичком социолингвистиком и родно осетљивом политиком, а са др Аном Кузмановић Јовановић објавила је и Водич за родно осетљив приступ медијима у Србији[11].
- Др Валентина Бошковић Марковић спровела је истраживање у којем је анализирала утицај традиционалне и/или егалитарне идеологије на дискурзивну праксу студената и студенткиња у Србији[12].
- Др Свенка Савић која се бавила проблемом недовољне видљивости жена у српским медијима, и која је формулисала основна упутства за употребу родно осетљивог језика[13].

Поред наведених постоји још много аутора који су се у оквиру својих социо-лингвистичких истраживања и анализа бавили темом родно осетљивог језика. Најзначајније међу њима свакако су: Маргарета Башарагин, Светлана Томић, Марјана Стевановић, Валентина Бошковић, Зорица Мршевић, Гордана Даша Духачек, Исидора Јањић, Ирена Милојевић, Дијана Плут и друге.